# Platylambrus granulata
Platylambrus granulata är en kräftdjursart som först beskrevs av Kingsley 1879.  Platylambrus granulata ingår i släktet Platylambrus och familjen Parthenopidae. Inga underarter finns listade i Catalogue of Life.